# Фурманов (город)

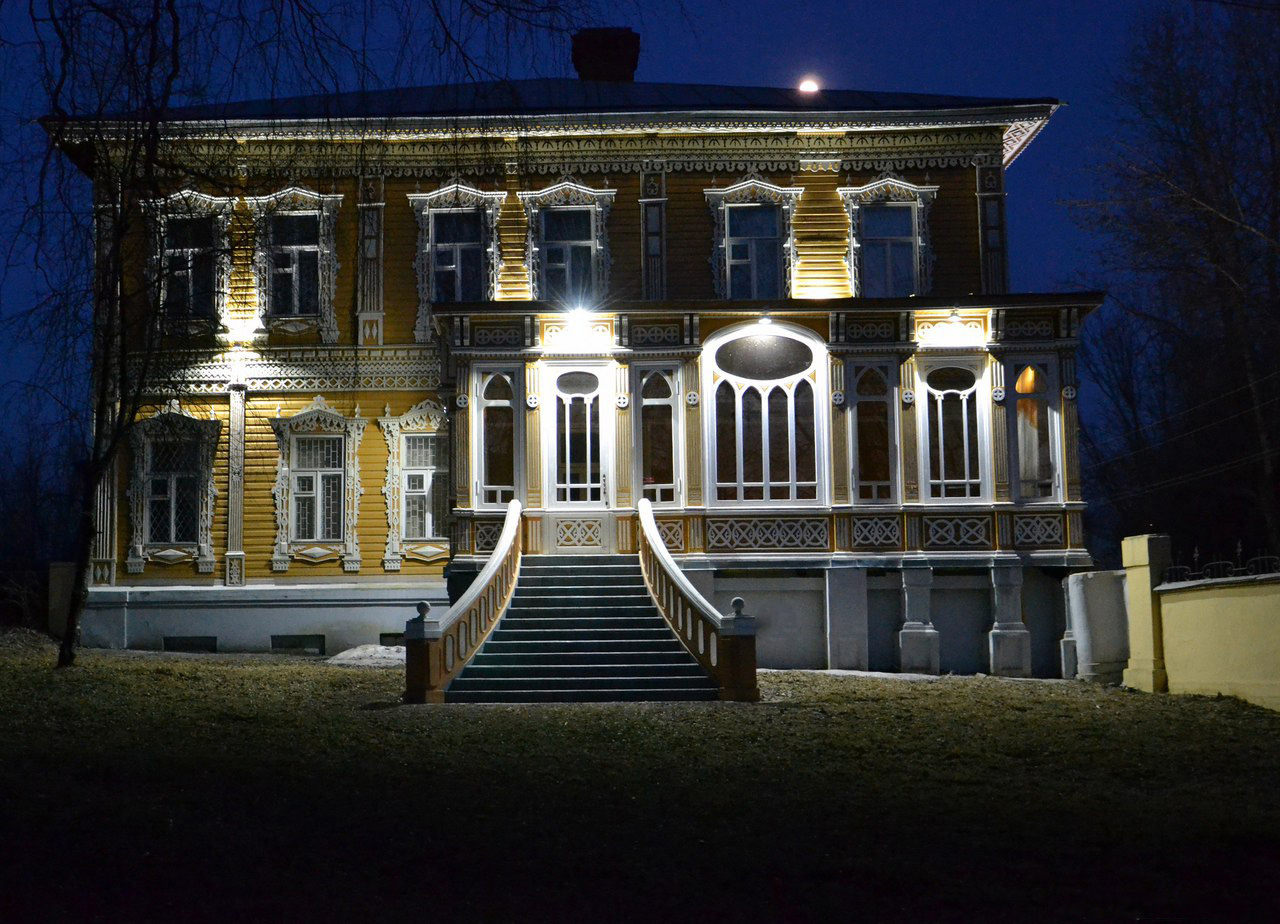
Особняк Лосева — ныне Картинная галерея имени Д. А. Трубникова

Фу́рманов (до 1918 года Середа-Упино, с 1918 года до 1941 года Середа) — город в Ивановской области России. Административный центр Фурмановского района. Образует Фурмановское городское поселение.

## Этимология
По вопросу происхождения прежнего названия населённого пункта — появления топонима «Середа-Упино» — имеется несколько гипотетических версий, остающегося до наших дней загадочным. Предположительно исконным селением, существовавшим здесь с незапамятных времён, было «Упино» (upe — балтс. — река, ручей). По одной из версий дополнительный ойконим — Середа, вероятно, был добавлен к первоначальному в связи с тем, что в селении именно в среду («в середу») открывался торг — среда был еженедельным торговый днём. По другой — «середа» — это земельный участок, полученный землевладельцем, находящийся в середине общинных крестьянских земель, либо в середине земли, принадлежащей церкви.
В марте 1941 года переименован в Фурманов в честь уроженца города, писателя Д. А. Фурманова.

## География
Город расположен на несудоходной реке Шаче (приток Волги), в 33 км от областного центра города Иванова, с которым связан автодорогой федерального значения Р-132 «Золотое кольцо», а также железной дорогой.

### Климат
Преобладает умеренно континентальный климат. Лето тёплое, но короткое. Зимы длинные и холодные. Самый холодный месяц в году январь — средняя температура −11.1 ° C, а самый тёплый июль со средней температурой 18,6 ° C.
Среднегодовое количество осадков 620 мм.

## История

### Происхождение села

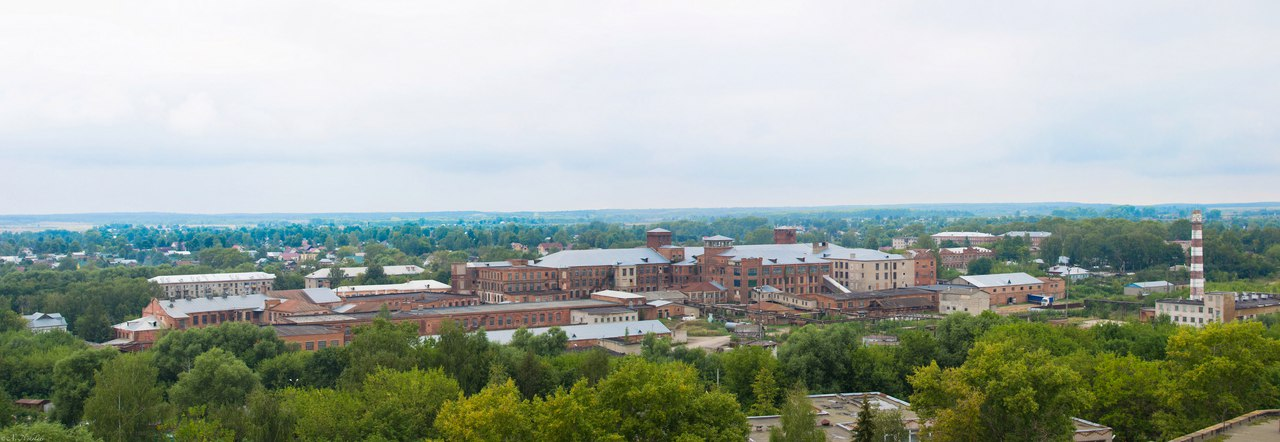
Вид на Фурмановскую прядильно-ткацкую фабрику № 2 (Бывшая фабрика Горбунова)

Дата основания селения, носившего именование Упина-Середа, неизвестна. По мнению краеведов, первоначально селение называлось «Упина», что, вероятно, указывает на его угро-финское или мерянское происхождение.

### XVII век
Первое упоминание о селе, именуемом «Терентьева Середа», встречается в ввозной грамоте, датируемой 1624 годом. В документе, относящемся к 1627—1631 гг., о Середе сообщается: «В селе же торг съезжий, а на торгу 20 полков, да 15 скамей, а торгуют один день в неделю в среду…» По сведениям ивановских краеведов, в 1628—1631 гг. село Середа-Упино принадлежало боярину, князю Дмитрию Мамстрюковичу Черкасскому, «у него же в Шуе был свой дом».

### XIX век
По данным «Военно-статистического обозрения Российской империи» за 1848 год: «Селение Середа — один из центров фабричной промышленности. Лучшие ярмарки, на которых производится продажа лошадей, в селе Середе-Упино. Занятия населения: тканье миткаля, льнопрядение, отлучной плотничный промысел».
По сведениям Центрального статистического комитета Министерства внутренних дел 1870-72 годов, опубликованным в 1877 году: «Костромской губернии, Нерехтского уезда, I-го стана, Середа-Упино — село, при прудах. Расположено на Арменском торговом тракте из г. Нерехты в г. Шую, от уездного центра — 41 верста, от становой квартиры — 38 вёрст; дворов — 31, жителей: мужского пола — 243 чел., женского — 308 чел. Церковь православная 1 (Вознесенская), ярмарок 3 (три), еженедельные базары».

### XX век
В начале XX века, в результате роста рабочих посёлков в близлежащих к селу прядильно-ткацких фабриках, население которых к 1918 году достигло более 11 тыс. чел., а также в связи с произошедшими социально-политическими переменами — 27 июля 1918 года был образован город Середа (дополнительное наименование — отсечено), а 2 августа 1918 года на уездном съезде Советов рабочих и крестьянских депутатов были утверждены новые органы власти и его административные границы.
Середа — город, с правами уездного центра Середского уезда Иваново-Вознесенской губернии, объединил более десятка селений: село Середа-Упино, пос. станция «Середа», сельцо Киселёво; деревни Фроловка, Старое и Новое Некрасово, Фотеиха; посёлки: Малая Кирилловка, Девья Гора, Лопатино, Обухово, Новая Купчиха и Малое Никольское; площадь территории: 1. 911 десятин. По переписи 1923 года в Середе 2977 строений, из них 123 промышленных и 22 торговых заведений; население: 12. 836 чел. жителей.
13 марта 1941 года в честь уроженца Середы, советского писателя — Дмитрия Андреевича Фурманова, город переименован — назван Фурманов, одновременно было изменено наименование административно-территориальной единицы, возник одноимённый район — Фурмановский район.
В годы Великой Отечественной войны 1941—1945 гг. около 11 000 чел. фурмановцев стали её участниками, из них 5649 человек домой не вернулись: погибли на фронтах войны или пропали без вести. За мужество и героизм, проявленные в боях за Родину, 3200 фурмановцев-фронтовиков были отмечены орденами и медалями, шестеро воинов удостоены звания Героя Советского Союза, двое стали полными кавалерами ордена Славы.
С 1990-х город включён в состав Фурмановского района.

### XXI век
В 2005 году город Фурманов наделён статусом городского поселения в составе Фурмановского муниципального района.
В 2009 году разработан генеральный план развития и строительства города Фурманова (общая протяжённость 226 улиц и дорог составляет 120 км); авторы-разработчики — специалисты Инженерно-проектной компании «База», входящей в группу компаний «Архстрой» г. Иваново.

## Население
| 1872    | 1897    | 1907    | 1926    | 1931    | 1939    | 1959    | 1967    | 1970    | 1979    | 1989    |
| ------- | ------- | ------- | ------- | ------- | ------- | ------- | ------- | ------- | ------- | ------- |
| 551     | ↗935    | ↘536    | ↗21 000 | ↗26 000 | ↗36 062 | ↗38 225 | ↗42 000 | ↘40 155 | ↗44 430 | ↗46 329 |
| 1992    | 1996    | 1998    | 2001    | 2002    | 2003    | 2005    | 2006    | 2007    | 2009    | 2010    |
| ↘45 700 | ↘43 700 | ↘42 200 | ↘41 300 | ↘39 691 | ↗39 700 | ↘38 500 | ↘38 000 | ↘37 700 | ↘37 488 | ↘36 144 |
| 2011    | 2012    | 2013    | 2014    | 2015    | 2016    | 2017    | 2018    | 2019    | 2020    | 2021    |
| ↘36 100 | ↘35 699 | ↘35 461 | ↘35 367 | ↘35 061 | ↘34 697 | ↘34 309 | ↘33 905 | ↘33 364 | ↘33 181 | ↘29 715 |

На 1 января 2025 года по численности населения город находился на 509-м месте из 1124 городов Российской Федерации.
Национальный состав
По итогам переписи населения 2020 года проживали следующие национальности (национальности менее 0,1 % и другое, см. в сноске к строке «Другие»):
| Национальность | Численность, чел. | Доля     |
| -------------- | ----------------- | -------- |
| Русские        | 26 703            | 89,86 %  |
| Татары         | 107               | 0,36 %   |
| Украинцы       | 91                | 0,31 %   |
| Азербайджанцы  | 86                | 0,29 %   |
| Армяне         | 67                | 0,23 %   |
| Марийцы        | 40                | 0,13 %   |
| Другие         | 2621              | 8,82 %   |
| Итого          | 29 715            | 100,00 % |

## Достопримечательности

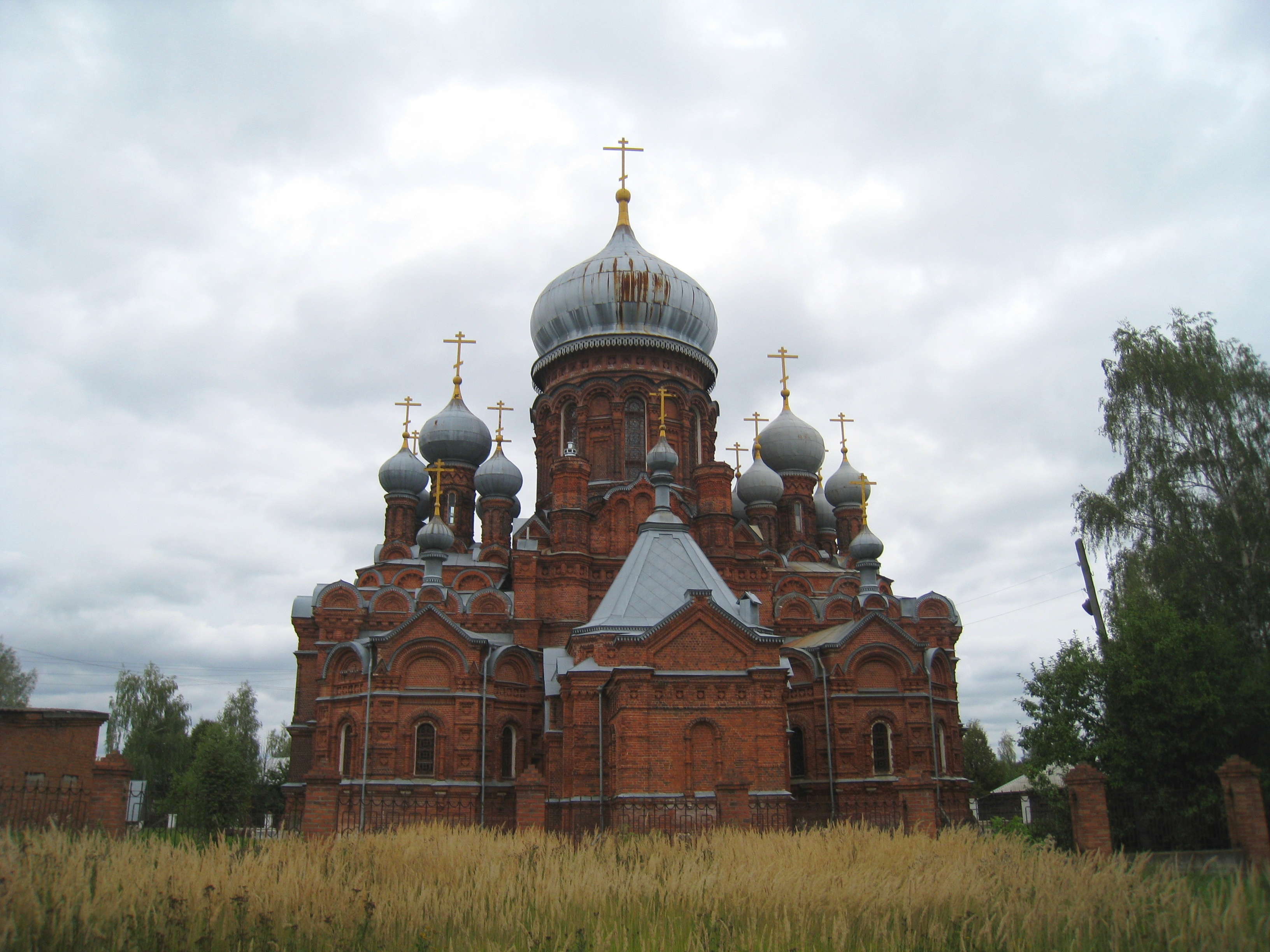
Храм Божией Матери «Всех Скорбящих Радость»

- Храм иконы Божией Матери Всех Скорбящих Радость (Большой Середской Храм, Красная церковь). Памятник русской архитектуры XIX в., построенный в 1897—1905 гг. по проекту архитектора Петра Зыкова (1852—1899)[36]. — Ул. Социалистическая, дом 36.
- Храм Вознесения Господня (Белая церковь). Впервые упоминается в 1614 году. Новый — каменный храм возведён в 1727 году «по челобитию» князя И. Ф. Барятинского, и перестроенный в XIX веке[37][38]. — Ул. Большая Фурмановская, дом 79.
- Мемориальный музей Дмитрия Фурманова. Основан 26 октября 1958 года, реанимирован в 2005 году[39]. В одном из его залов восстановлена комната семьи Фурмановых[40][41]. — Ул. Большая Фурмановская, дом 69.
- Фурмановская картинная галерея имени Д. А. Трубникова. Создана в 1989 году для сохранения творческого наследия русского художника Д. А. Трубникова (1885−1947), многие годы жившего в Середе (Фурманове)[42]. — Ул. Советская улица, дом 9.
- Историко-краеведческий музей при высшем профессиональном лицее № 7. Открыт 24 апреля 2002 года. Собрание посвящено истории города и региона, владельцам села, и основателям промышленных предприятий (фабрик)[43]. — Ул. Тимирязева, дом 43.
- Особняк семьи Лосевых, построенный видным середским фабрикантом Г. К. Горбуновым для своей дочери Александры. Трёхэтажный жилой купеческий дом — памятник архитектуры конца XIX века, образец гражданского зодчества XIX века. Ныне в нём галерея им. Д. А. Трубникова[44]. — Ул. Советская улица, дом 9.

См. также: Список памятников культурного наследия города Фурманов в Викигиде

## Экономика
По сведениям 2018 года в городе Фурманове имеется ряд действующих промышленных предприятий: ООО «Фурмановская фабрика № 1» — производство хлопчатобумажных тканей; АО "Завод «Темп» — производство машин и оборудования общего назначения и др.; ПАО «Фурмановский хлебокомбинат» — производство хлебобулочных изделий; ПАО «Фурмановский гормолзавод» — переработка молока, молочные продукты, сыры; Предприятие лесной промышленности «Фурмановский лесопункт»; Предприятие Madiyo Tekstil — производство и продажа трикотажных тканей; Компания «Лиматонупаковка» — производство пластмассовых изделий для упаковывания товаров.

## Известные уроженцы и жители
- Горбунов, Григорий Климентьевич (1834—1923) — известный середской предприниматель и благотворитель, старообрядец-федосеевец.
- Белов, Александр Фёдорович (1923—1980) — советский солдат, участник Великой Отечественной войны, Герой Советского Союза (1945).
- Грашнев, Михаил Александрович (28.11.1921—28.11.1985)[52], кавалер ордена Славы трёх степеней.
- Зоричев, Дмитрий Иванович (1891—1960) — советский тифлопедагог и методист. Заслуженный учитель школы РСФСР.
- Колосов, Николай Васильевич (1919—1943) — старший лейтенант РККА, участник Великой Отечественной войны. Герой Советского Союза (1944).
- Мигулин, Владимир Васильевич (1911—2002) — советский радиофизик и геофизик, академик РАН. Кавалер двух орденов Ленина.
- Молчанов, Альберт Макарьевич (1928—2011) — советский и российский математик, педагог. Доктор физико-математических наук (1964).
- Павлов Сергей Александрович (род. 1955) — советский и российский футбольный тренер. Заслуженный тренер России.
- Рубцов, Леонид Иванович (1902—1980) — советский ландшафтный архитектор, доктор биологических наук.
- Рубцов, Николай Иванович (1907—1988) — советский геоботаник, Заслуженный деятель науки УССР.
- Солодухо, Яков Семёнович (1911—1987) — советский композитор и музыкально-общественный деятель. Заслуженный деятель искусств РСФСР (1973).
- Услугин, Леонид Иванович (1916—1952) — старший сержант РККА, участник Великой Отечественной войны, Полный кавалер ордена Славы.
- Рогозин Петр Петрович (1930—1985) — почетный житель города Фурманов, известный краевед Фурмановского района и Ивановской области, поэт, драматург, песенник.

## Города-побратимы
- Домодедово, Россия